# Pgr Baringin
Pgr Baringin is een bestuurslaag in het regentschap Padang Lawas van de provincie Noord-Sumatra, Indonesië. Pgr Baringin telt 710 inwoners (volkstelling 2010).